# Alzano Lombardo
Alzano Lombardo ist eine italienische Gemeinde (comune) mit 13.458 Einwohnern (Stand 31. Dezember 2024) in der Provinz Bergamo, Region Lombardei. 
Die Gemeinde ist sechs Kilometer von Bergamo entfernt. In Alzano sind mehr als 230 Industrieunternehmen angesiedelt, in denen fast 50 % der Einwohner beschäftigt sind. Die bedeutendste Kirche ist die Basilika San Martino.
Alzano Lombardo war von der COVID-19-Pandemie besonders schwer getroffen.

## Söhne und Töchter der Stadt
- Thomas von Olera (1563–1631), Kapuziner, Seliger der römisch-katholischen Kirche
- Girolamo Zanchi (1516–1590), reformierter Theologe, Konfessionalist und Reformator
- P. Lion (* 1959), Sänger, Pianist und Songautor
- Armando Madonna (* 1963), Fußballspieler und -trainer
- Roberto Mazzoleni (* 1964), Sprinter
- Mirco Gualdi (* 1968), Radrennfahrer
- Giuseppe Signori (* 1968), Fußballspieler
- Lara Magoni (* 1969), Skirennläuferin
- Sergio Bergamelli (* 1970), Skirennläufer
- Norman Bergamelli (* 1971), Skirennläufer
- Paolo Valoti (* 1971), Radrennfahrer
- Matteo Carrara (* 1979), Radrennfahrer
- Vera Carrara (* 1980), Radrennfahrerin
- Manuela Testa (* 1983), Grasskiläuferin
- Alessandro Bazzana (* 1984), Radrennfahrer
- Fabrizio Rottigni (* 1986), Grasskiläufer
- Alessandro Rinaldi (* 1987), Grasskiläufer
- Mattia Cattaneo (* 1990), Radrennfahrer
- Michela Moioli (* 1995), Snowboarderin
- Silvia Persico (* 1997), Radrennfahrerin
- Sebastiano Parolini (* 1998), Langstreckenläufer
- Alessia Pavese (* 1998), Sprinterin
- Annamaria Serturini (* 1998), Fußballspielerin
- Sara Conti (* 2000), Eiskunstläuferin
- Simone Gualdi (* 2005), Radrennfahrer